# East Putney (metrostation)
East Putney is een station van de Londense metro aan de District Line.

## Geschiedenis
De London and South Western Railway (L&SWR) bouwde de zijlijn tussen East Putney en Wimbledon voor stoptreindiensten naar de dorpen op de zuidoever van de Theems. De District Railway bereikte in 1880 de noordoever van de Theems en met de Fulham Railway Bridge werd ze verbonden met de zijlijn naar Wimbledon. L&SWR verhuurde tijdsvakken op de spoorlijn aan de District Railway die vanaf de opening van de Fulham Railway Bridge op 3 juni 1889 ten zuiden van de theems doorreed naar Wimbledon. De eigen stoptreinen van L&SWR begonnen op 1 juli 1889 met de diensten van en naar Clapham Junction via Point Pleasant Junction. In 1905 werd de lijn als laatste deel van de District Railway geëlektrificeerd en sinds 27 augustus 1905 rijdt de metro met elektrische tractie. Op 4 mei 1941 beëindigde de Southern Railway, rechtsopvolger van L&SWR, de stoptreinen door East Putney. De verbindingsboog tussen Wandsworth Town (Point Pleasant Junction) en East Putney werd in de jaren tachtig van de twintigste eeuw van dubbelspoor tot enkelspoor omgebouwd.
Hoewel er sinds 1941 sprake was van een zuiver metrobedrijf werd de lijn pas op 1 april 1994 voor £ 1 door British Rail verkocht aan de Underground. Destijds lag er een plan voor de Chelsea and Hackney Line waarvan het zuidelijke deel zou worden gevormd door de lijn doorEast Putney. De plannen voor de Chelsea and Hackney Line zijn later vervangen door Crossrail 2 waarin East Putney niet voorkomt. In de 21e eeuw wordt het traject toch weer gebruikt door de South Western Railway voor omleidingen bij incidenten en overbrenging van leeg materieel. Daarnaast rijden dagelijks drie diensten in de vroege ochtend, om de wegbekendheid op peil te houden, tussen Waterloo en Wimbledon over de lijn zonder onderweg te stoppen. Af en toe rijden ook werktreinen en losse locomotieven via East Putney.

## Ligging en inrichting
Het station ligt aan de Upper Richmond Road op een talud vlak ten zuiden van de kruising van de District Line met de Waterloo Reading Line. Het station staat op straatniveau tussen de beide takken van het station. De westelijke tak is de District Line die ten noorden van het station min of meer recht naar het noorden tot de Fulham Railway Bridge loopt. De oostelijke tak sluit aan op de verbindingsboog naar de Waterloo Reading Line richting het centrum. De beide takken hebben elk een zijperron aan de buitenkant en een gemeenschappelijk eilandperron in het midden. Aan de zuidkant van de perrons zijn de beide takken met wissels verbonden zodat de treinen over de verbindingsboog van en naar Wimbledon kunnen invoegen op de metrosporen. De perrons zijn met trappen verbonden met de stationshal al is die naar het ongebruikte oostelijke perron gesloten voor publiek. In de normale dienst stoppen er ook geen stoptreinen meer bij het station. Tot 1990 kruisten de treinen richting centrum de Waterloo Reading Line met een ongelijkvloerse kruising vlak ten noorden van het station om bij Point Pleasant in te voegen. Het brugdek van deze verbinding is verwijderd en sindsdien moeten de treinen in beide richtingen de wissels aan de zuidkant van de hoofdlijn gebruiken.